# La verdadera historia de Ah Q
La verdadera historia de Ah Q es una novela episódica escrita por Lu Xun utilizando la perspectiva de la narración en tercera persona, publicada por primera vez como serial entre el 4 de diciembre de 1921 y el 12 de febrero de 1922. Posteriormente se incluyó en su primera colección de relatos Llamada a las armas (吶喊, Nàhǎn) en 1923 y es el relato más largo de la colección. La obra se considera generalmente una obra maestra de la literatura china moderna, ya que se considera la primera obra que utiliza plenamente el chino vernáculo tras el Movimiento del 4 de Mayo de 1919 en China.